# Ou Reang Ov
Ou Reang Ov es uno de los 16 distritos que forman la provincia camboyana de Tboung Khmum, con una población estimada en marzo de 2008 de 80 947 habitantes. Está dividido en las siguientes  comunas (khum), que se muestran asimismo con población estimada de 2008:
- Ampil Ta Pok 13,713
- Chak 10,794
- Damrel 8,686
- Kong Chey 14,835
- Mien 9,565
- Preah Theat 15,594
- Tuol Sophi 7,760[1]